# Carlo Cercignani
Carlo Cercignani (Teulada, 17 giugno 1939 – Milano, 7 gennaio 2010) è stato un fisico e matematico italiano.

## Biografia
Laureatosi con lode presso l'Università degli Studi di Milano nel 1961 in Fisica e, nel 1963, in Matematica, dopo alcuni periodi di studio all'estero è stato, dal 1968, incaricato di Aerodinamica presso il Politecnico di Milano, quindi, dal 1975, straordinario di Fisica matematica, per divenire, infine, dopo pochi anni, ordinario di Meccanica razionale.
È stato membro dell'Accademia Nazionale dei Lincei, dell'Istituto Lombardo di Scienze e Lettere, dell'Accademia francese delle scienze.
Durante la sua carriera ha ricevuto numerosi premi e onorificenze: nel 1982, la Medaglia d'oro per la Matematica dell'Accademia dei XL per la Matematica; nel 1994, il Premio Humboldt, assegnato dalla Alexander von Humboldt Foundation a scienziati di fama internazionale; nel 1998, per Decreto del Presidente della Repubblica e su proposta del Ministro dell'Università e della Ricerca Scientifica e Tecnologica, la Medaglia ai benemeriti della cultura e dell'arte; nel 1992, il dottorato ad honorem dall'Università di Parigi.
Con all'attivo circa 250 pubblicazioni, ha lavorato nell'ambito della teoria cinetica dei gas e dell'equazione di Boltzmann, conseguendo risultati tali da riconoscerlo come uno dei maggiori esperti mondiali di tale fondamentale equazione della meccanica statistica.
Dal 1994 al 1997 è stato presidente del Comitato Nazionale per la Matematica del CNR, quindi presidente del comitato tecnico-scientifico per il programma italiano di ricerca aerospaziale del Ministero dell'Università e della Ricerca Scientifica e Tecnologica (MURST).
Riposa a Milano, sepolto nel cimitero di Bruzzano.

## Opere principali
- C. Cercignani, Slow Rarefied Flow. Theory and Application to Micro-electro-mechanical Systems, Basel, Birkhäuser, 2006.
- C. Cercignani, Ludwig Boltzmann: un genio nell'Austria felix, Milano, Le Scienze, 2003.
- C. Cercignani, G.M. Kremer, The Relativistic Boltzmann Equation: Theory and Applications, Basel, Birkhäuser, 2002.
- C. Cercignani, Rarefied gas dynamics. From basic concepts to actual calculations, Cambridge, Cambridge University Press, 2000.
- C. Cercignani, D.H. Sattinger, Scaling Limits and Models in Physical Processes, Basel, Birkhäuser, 1998.
- C. Cercignani, Ludwig Boltzmann e la Meccanica Statistica, Pavia, La Goliardica Pavese, 1997.
- C. Cercignani, R. Illner, M. Pulvirenti, The Mathematical Theory of Dilute Gases, New York, Springer-Verlag, 1994.
- C. Cercignani, Mathematical Methods in Kinetic Theory, New York, Plenum Press, 1990, ISBN 0-306-43460-1.
- C. Cercignani, The Boltzmann Equation and Its Applications, New York, Springer-Verlag, 1988.
- C. Cercignani, Ludwig Boltzmann, The man who trusted atoms, Oxford, Oxford University Press, 1988.
- C. Cercignani (Ed.), Kinetic Theories and the Boltzmann Equation, Berlin & Heidelberg, Springer-Verlag, 1984.
- C. Cercignani, Teoria ed applicazioni della serie di Fourier, Milano, Tamburini Editore, 1972.
- C. Cercignani, S. Galdabini Cercignani, Costruire la matematica, Bologna, Zanichelli Editore, 1982.
- C. Cercignani, Vettori, matrici, geometria, Bologna, Zanichelli Editore, 1976.
- C. Cercignani, Spazio, tempo, movimento. Introduzione alla meccanica razionale, Bologna, Zanichelli Editore, 1976.
- C. Cercignani, Modelli matematici in fluidodinamica, 2 voll., Milano, Istituto di Matematica del Politecnico di Milano, 1976.
- C. Cercignani, Complementi di Matematica, 3 voll., Milano, Università degli Studi di Milano, 1970.
- S. Albertoni, C. Cercignani, Corso di metodi matematici per fisici, 3 voll., Milano, Università degli Studi di Milano, 1960.